# دجوركيف ريسكو
دجوركيف ريسكو (مواليد 18 يناير 1999) هو لاعب كرة قدم إكوادوري يلعب في مركز المهاجم في نادي نيولز أولد بويز.

## روابط خارجية
- دجوركيف ريسكو على موقع إي إس بي إن إف سي (الإنجليزية)
- دجوركيف ريسكو على موقع قاعدة بيانات كرة القدم.إي يو (الإنجليزية)
- دجوركيف ريسكو على موقع ليكيب (الفرنسية)
- دجوركيف ريسكو على موقع ناشيونال فوتبول تيمز (الإنجليزية)
- دجوركيف ريسكو على موقع Soccerway.com (الإنجليزية)
- دجوركيف ريسكو على موقع عالم كرة القدم.نت (الإنجليزية)